# Maat
Maat (v překladu z egyptštiny „Základna“ nebo „Podstata“) je staroegyptský pojem představující univerzální řád světa, od doby Staré říše reprezentovaný stejnojmennou antropomorfní bohyní Maat.
Zdá se, že původně mohl být tento pojem spojen s podstavcem pro sochu, který je jako hieroglyfický znak součástí zápisu slova. Tato podstava souvisí zejména s baldachýnovou kaplí, v níž je zobrazován bůh Ptah pokládaný za stvořitele světa ve smyslu jeho hmotné existence a později s Usirem, který je v Textech pyramid označován jako „Pán maat“, na tomto podstavci je zobrazován jako vítěz nad smrtí a od doby Nové říše na trůnu při podsvětním soudu jako soudce zemřelých.
Již ve Staré říši se však pojem maat užívá především ve významech „pravda“, „pořádek“, „spravedlnost“, „zákonnost“, „harmonie“ a „stabilita“ či prostě „správné jednání“ a v tomto smyslu je spojován (jako pojem i jako bohyně) se slunečním bohem Reem, bohem Usirem a také s panovníkem.

## Maat jako řád

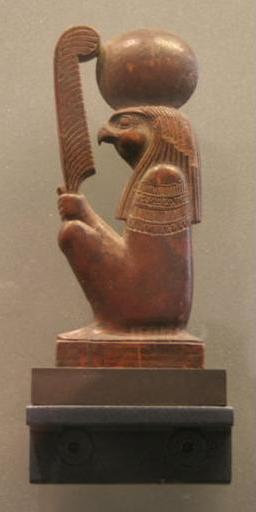
Sluneční bůh jako Pán řádu

Maat jako řád byla důležitým principem egyptského náboženství a celé egyptské kultury. Tento pojem byl jedním ze základních kamenů (nejen) náboženského myšlení starověkých Egypťanů – jeho dodržování mělo zajistit stabilitu světa a jeho řádný chod. O jeho důležitosti vypovídá i fakt, že i faraonovi, který byl v jistém smyslu sám chápán jako božská (tedy z pravidel lidského světa vyňatá) bytost, byl nejpozději od konce Staré říše tento princip nadřazen a hlavním úkolem panovníka bylo nést zodpovědnost a veškerým jednáním přispívat k dodržování maat. Zosobněním pojmu ve staroegyptském náboženství byla stejnojmenná bohyně Maat a její symbol – pštrosí pero.
Samotné slovo maat je pro svou komplexnost jen obtížně přeložitelné a spojuje v sobě pojmy jako „pravda“, „harmonie“ a „stabilita“ či prostě „správné jednání“. Reprezentuje všechno to, co je správné a nutné pro správný běh věcí. Je to univerzální neměnný kosmický řád zahrnující svět lidí i svět bohů a jejich vzájemné nejen propojení, ale i závislost. Výrazem fungování maat ve světě bohů jsou především mýty a legendy, v kosmickém smyslu se projevuje v pravidelných nezměnitelných a z lidského hlediska věčných přírodních cyklech (zejména v cyklu slunečním a lunárním – proto byli bohové Re a Thovt označováni jako „Pán maat“), ve světě lidském pak v existenci státu a v řádném fungování jeho institucí, v zachovávání společenských pravidel a nejpozději od doby Nové říše i v osobní lidské mravnosti. V důsledku toho v egyptském pojetí splývalo respektování pravidel všeho druhu každým jednotlivcem v jedno s podporováním a udržováním kosmického řádu, jejich nedodržování naopak mohlo vést k jeho narušení. Zhroucením maat by došlo k zániku světa a k vítězství chaosu (egyptsky isfet).

Nejvýraznějším (i když zdaleka ne jediným) zdrojem pro pochopení maat v obecnějším společenském významu jsou staroegyptské Knihy moudrých rad do života. Do jisté míry normativní povahu má jen 125. kapitola Knihy mrtvých obsahující výpověď zemřelého před podsvětním soudem, jíž prokazuje svou mravní čistotu výčtem skutků, jichž se nedopustil (takzvaná negativní zpověď).

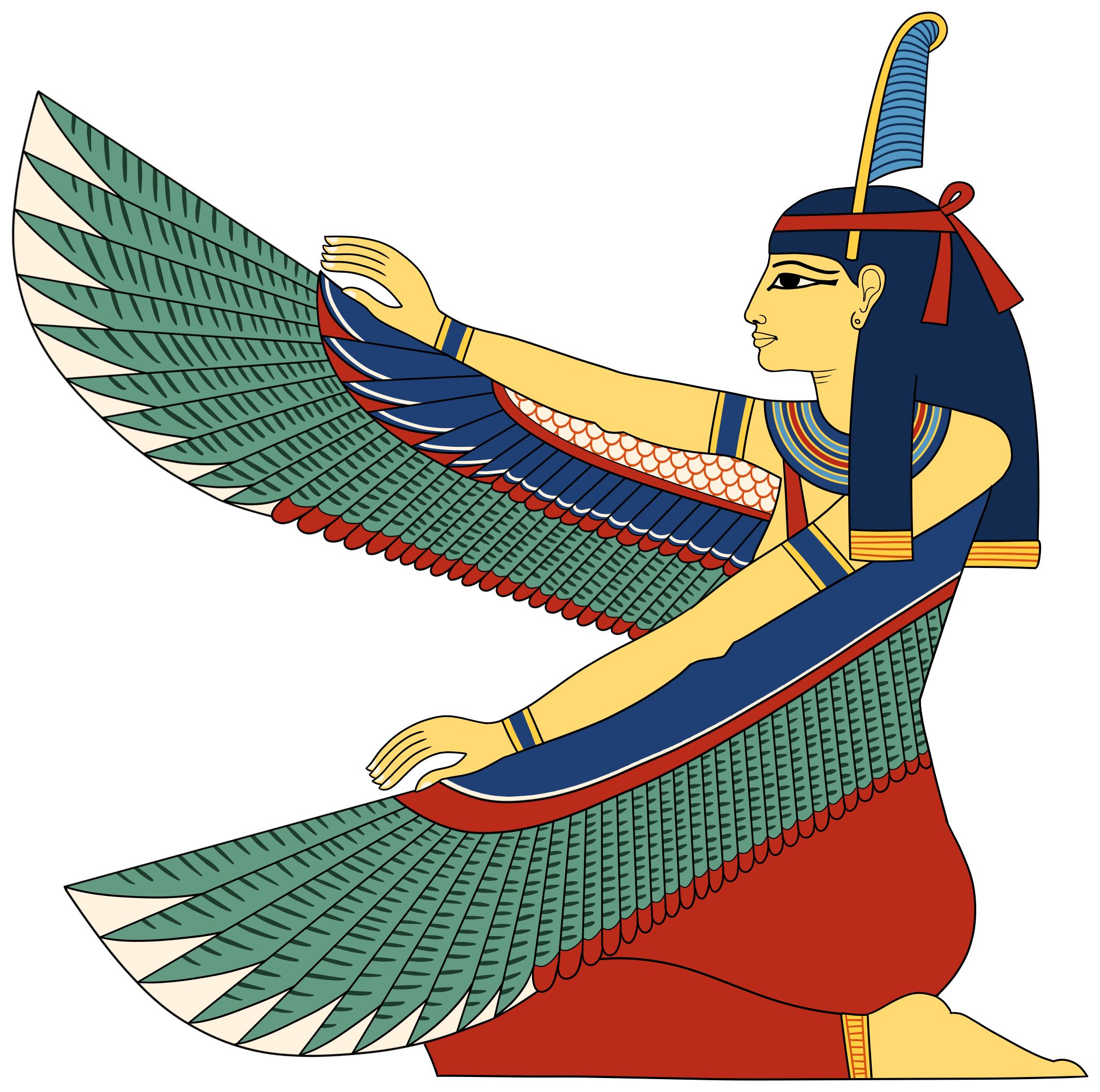
bohyně Maat s křídly

## Maat jako bohyně

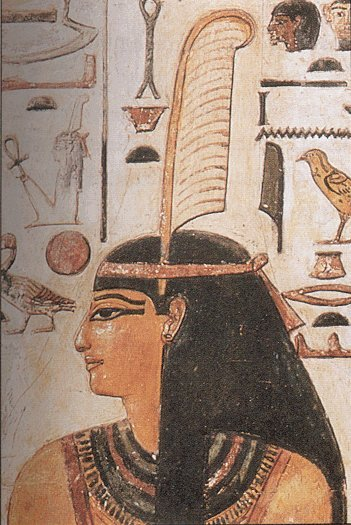
Bohyně Maat

## Ikonografie
Symbolem pojmu maat bylo pštrosí pero, jehož rozechvívání i sotva patrným pohybem nebo neviditelnou a přesto působící sílou větru Egypťanům pravděpodobně znázorňovalo všudypřítomnost, neustálost a nadosobní povahu jeho působení. Objevuje se tak v různých souvislostech: může jej držet bůh Re jako Pán řádu, na vyobrazení v zádušním chrámu Džeser-Džeseru jej v ruce nese ka panovnice Hatšepsut, mohou být jím ozdobeni ospravedlnění zemřelí a je také závažím na misce vah při podsvětním soudu. Je možné, že symbolem pštrosího pera je řád maat dáván do spojitosti s bohy Amonem a Šuem, kteří byli zobrazováni s perem jako ozdobou hlavy, nicméně tato souvislost prozatím nebyla přesvědčivě prokázána.
Bohyně Maat je zobrazována jako žena, jejíž ozdobou je vždy čelenka s pštrosím perem. Podobně jako Eset nebo Nebthet může mít okřídlenou podobu znázorňující ochranu, kterou přítomnost bohyně poskytuje. Objevuje se také v podobě drobné dřepící ženské postavy zavěšované na krk jako amulet nebo přinášené jako obětina bohům panovníky (méně často i soukromými osobami) na znamení jejich konání v souladu s řádem.

## Maat v současnosti
Maat jakožto princip existuje i v současnosti (a existuje i jako bohyně) a to v rámci novopohanských náboženství. Toto je osud mnoha božstev starých náboženství, ovšem Maat byla nejenom bohyně, ale zároveň i princip, kosmický řád a morální kodex v jednom. A vezmeme-li v úvahu, že některé ze současných reflexí Maat v sobě obsahují všechny tyto její prvky, se tyto její reflexe dostávají do jiného světla.
Vznikají pohanské směry které si více či méně vypůjčují z egyptské tradice a aplikují ji v současném světě. Většina těchto náboženských tradic se dá shrnout pojmem rekonstrukcionismus, ačkoliv jsou i reflexe, které se do tohoto pojmu zahrnout nedají (např. hermetismus).
Rekonstrukcionistická reflexe egyptských tradic a náboženství v současnosti bývá označována jako kemetismus a princip Maat je pro věřící kemetisty důležitou součástí jejich víry. Maat jako princip bylo (jak bylo zmíněno) jakýmsi morálním kodexem, který měl určovat správné chování a vystupování člověka, i když v sobě až na výjimky neobsahoval nějaká konkrétní přikázání, a tuto roli morálního kodexu si princip Maat zachovává i v rámci kemetismu. V současnosti však již není Maat coby morální kodex a Maat coby kosmický řád tak zcela prolnuty v jedno, jako tomu bylo ve starověku.
Většina kemetistických společností má ve svých pravidlech zákaz proselytismu, což by šlo brát jako moderní součást tohoto morálního kodexu, který si, dalo by se říct, prostřednictvím těchto organizací hledá své místo v současném světě.